# 杜豊 (元)
杜 豊（と ほう、1190年 - 1256年）は、金朝末期からモンゴル帝国初期にかけて活躍した人物。字は唐臣。

## 概要
杜豊は汾州西河県の出身で、父の杜珪は好んで人に施しを行う善人として知られた人物であった｡ 杜豊は幼い頃より大志を抱いて兵法を学び、金朝に仕えて平遥義軍謀克の地位を授けられた。しかしチンギス・カンの金朝侵攻が始まると、太原が陥落した際に杜豊は部下を率いてモンゴルに投降した。これを受けてアルチ・ノヤンは兵馬都提控の地位を授け、以後アルチャル率いる軍団に属するようになった。平陽の戦いでは真っ先に城壁に上がる功績を挙げ、絳州・解州の諸堡を平定し、流民3万あまりを招集した。これらの功績によって征行元帥左監軍の地位を授かり、金朝が河南一帯に逼塞すると杜豊は河北地方に駐屯した。
1220年（庚辰）、上党の張開なる人物が1万あまりをひきいて汾州に侵攻したため、杜豊は精鋭騎兵5000を率いてこれを破った。その後、アルチャルの指揮下に入って温谷寨・木澗寨・洪洞西山などの攻略に功績を挙げた。また、武仙が平陽~太原一帯で勢力を拡大するとこれに備えている。1222年（壬午）には龍虎衛上将軍・河東南北路兵馬都元帥の地位を授かり、また玉女寨・割渠寨を攻略する功績を挙げている。
1226年（丙戌）にはアルチ・ノヤンの益都攻撃に加わり、益都側が反撃を仕掛けると、杜豊はこれを撃退して斬首千級・捕虜20人を得る功績を挙げた。益都の陥落により、山東地方の登州・萊州の平定にも寄与している。1229年（己丑）には沁州を奪取したことにより、銅鞮・武郷・襄垣・綿上・沁源諸県一帯も平定するに至った。1235年（乙未）には沁州長官に昇格となり、以後10年余りに渡って沁州の統治に寄与した。
また、この年（1235年）に全真教教団の長尹志平が平遙県を訪れた際、杜徳康（杜豊）の要請により道教の祭祀を行ったとの記録がある。更に、尹志平は沁州を去る際に「依韻別 沁州長官杜帥」と題する詩を杜豊に送って別れを惜しんでおり、両者は個人的にも親交が深かったようである。河南省済源市の大紫微宮に現存する「天壇十方大紫微宮結瓦殿記」には｢杜侯一門」が「長春国師（＝長春真人）の法訓を受けた」との記述があり、一族は早い段階から全真教に帰依していたようである。この他にも、尹志平の詩集『葆光集』や『清和真人北遊語録』の出版に際して杜豊が出資者になったとの記録もある。
その後、1247年（丁未）に老齢を理由に引退し、1256年（丙辰）に67歳にして亡くなった。息子には杜思明・杜思忠・杜思敬らがいた。

## 妻の王体善
杜豊の妻の王氏（王体善）はこの時代の女性としては珍しく名前や事績の記録が残っており、「天壇十方大紫微宮結瓦殿記」には瓦を新しくするための布施を行った人物として「沁州長官保安居士杜徳康」と並んで「悟真散人王体善」の名前が挙げられている｡ また同じく「天壇十方大紫微宮結瓦殿記」によると、王体善は「平陽府録事司｣ の娘であったとされる。
康熙『平遥県誌』巻5列女伝には王体善が沁州を中心とする各地の道観の修復に携わり、また道蔵を版刻したと記され、杜豊と同様に全真教への信仰の厚い人物であったようである。同書は王体善について「夫を助けて善を為し、子を教えて材と為し、保安居士と号した｣と総括している。